# I desideri inutili
I desideri inutili (Les Souhaits ridicules) è una fiaba popolare la cui versione più celebre è quella in versi di Charles Perrault. Apparve per la prima volta nel 1693 su Le Mercure Galant e fu inserita nel 1697 nella raccolta dei Racconti di Mamma Oca.

## Trama
Un boscaiolo si lamenta della sua triste sorte. Gli appare il dio Giove che gli promette di realizzare tre desideri. Torna a casa,si consiglia con la moglie sul da farsi, e decidono insieme di rinviare al giorno dopo la scelta dei desideri da esprimere. Ma inavvertitamente, mentre si riposa presso il fuoco del camino, dice che vorrebbe tanto poter mangiare una focaccia e subito la focaccia compare. La moglie inveisce contro di lui che così stupidamente ha consumato una possibilità. Irritato il boscaiolo reagisce e nella collera le augura che la focaccia le si attacchi al naso. È subito accontentato. Ora, anche se ottenesse di diventare re, come farebbe a presentarsi sul trono con la moglie deturpata in quel modo? Con l'ultimo desiderio a disposizione chiede a Giove  che lei ritorni come era prima. La vita di entrambi continuerà nella medesima condizione iniziale.

## Analisi

### Realismo sociale
In questa fiaba viene rappresentata la realtà sociale del popolo e Perrault esprime il suo pessimismo sulla possibilità di un miglioramento delle condizioni economiche e sociali di vita dei ceti più umili. Secondo la visione dell'autore l'individuo ha scarse se non nulle prospettive di sfuggire al destino che gli è assegnato.

### Stile
Perrault adotta un registro scherzoso alternato a note più amare quando ad esempio all'inizio descrive la condizione del boscaiolo così infelice che desidera la morte.